# Kruhovac
Kruhovac (artokarpus, krušnica, lat. Artocarpus), rod drveća od četrdesetak vrsta iz porodice dudovki raširen po jugoistočnoj Aziji i Pacifiku.

## Vrste
1. Artocarpus albobrunneus C.C.Berg
2. Artocarpus altilis (Parkinson) Fosberg
3. Artocarpus altissimus (Miq.) J.J.Sm.
4. Artocarpus anisophyllus Miq.
5. Artocarpus annulatus F.M.Jarrett
6. Artocarpus blancoi (Elmer) Merr.
7. Artocarpus brevipedunculatus (F.M.Jarrett) C.C.Berg
8. Artocarpus camansi Blanco
9. Artocarpus chama Buch.-Ham.
10. Artocarpus corneri Kochummen
11. Artocarpus dadah Miq.
12. Artocarpus elasticus Reinw. ex Blume
13. Artocarpus excelsus F.M.Jarrett
14. Artocarpus fretessii Teijsm. & Binn. ex Hassk.
15. Artocarpus fulvicortex F.M.Jarrett
16. Artocarpus glaucus Blume
17. Artocarpus gomezianus Wall. ex Trécul
18. Artocarpus gongshanensis S.K.Wu ex C.Y.Wu & S.S.Chang
19. Artocarpus heterophyllus Lam.
20. Artocarpus hirsutus Lam.
21. Artocarpus hispidus F.M.Jarrett
22. Artocarpus horridus F.M.Jarrett
23. Artocarpus hypargyreus Hance ex Benth.
24. Artocarpus integer (Thunb.) Merr.
25. Artocarpus jarrettiae Kochummen
26. Artocarpus kemando Miq.
27. Artocarpus lacucha Buch.-Ham.
28. Artocarpus lanceifolius Roxb.
29. Artocarpus longifolius Becc.
30. Artocarpus lowii King
31. Artocarpus maingayi King
32. Artocarpus mariannensis Trécul
33. Artocarpus multifidus F.M.Jarrett
34. Artocarpus nanchuanensis S.S.Chang S.C.Tan & Z.Y.Liu
35. Artocarpus nigrifolius C.Y.Wu
36. Artocarpus nitidus Trécul
37. Artocarpus nobilis Thwaites
38. Artocarpus obtusus F.M.Jarrett
39. Artocarpus odoratissimus Blanco
40. Artocarpus ovatus Blanco
41. Artocarpus palembanicus Miq.
42. Artocarpus petelotii Gagnep.
43. Artocarpus pinnatisectus Merr.
44. Artocarpus pithecogallus C.Y.Wu
45. Artocarpus primackii Kochummen
46. Artocarpus reticulatus Miq.
47. Artocarpus rigidus Blume
48. Artocarpus rubrovenius Warb.
49. Artocarpus sarawakensis F.M.Jarrett
50. Artocarpus scortechinii King
51. Artocarpus sepicanus Diels
52. Artocarpus sericicarpus F.M.Jarrett
53. Artocarpus styracifolius Pierre
54. Artocarpus subrotundifolius Elmer
55. Artocarpus sumatranus F.M.Jarrett
56. Artocarpus tamaran Becc.
57. Artocarpus teysmannii Miq.
58. Artocarpus thailandicus C.C.Berg
59. Artocarpus tomentosulus F.M.Jarrett
60. Artocarpus tonkinensis A.Chev. ex Gagnep.
61. Artocarpus treculianus Elmer
62. Artocarpus vrieseanus Miq.
63. Artocarpus xanthocarpus Merr.

- plod kruhovca
- plod, A. lanceifolius, Kalimantan